# Mireia Lleó i Bertran
Mireia Lleó i Bertran   (Barcelona, 23 de gener de 1960) és una poeta catalana, autora de diversos llibres de poesia.
Ha publicat poemes a la revista Reduccions número 79, Reduccions número 102, i a la revista Els Marges. Actualment col·labora a la Revista de Girona  i a Caràcters, fent crítica de poesia. Ha publicat a la Revista Poetari, números 4 i 9, sengles estudis sobre Joan Teixidor i Ricard Creus. També ha col·laborat en les antologies Poemes de la vinya i del vi, a càrrec de Joana Bel (2003), en Les vacants, antologia de textos de dones del segle xx, a càrrec de Josefa Contijoch (2005) i en Màscares i reclams. Vint dones poetes interpreten Montserrat Abelló (2011). Ha participat en el XXI Seminari de Traducció Poètica de Farrera (2012), així com en el II Simposi Internacional Màrius Torres (Lleida, octubre 2017), i en la Jornada d'estudi Montserrat Abelló (Barcelona, novembre 2018). És autora de la lletra de la cantata Amb ulls d'infant (2022), per a cor mixt i grup orquestral de corda, musicada pel mestre Jordi Vilaprinyó Del Perugia.

## Obra
- Brots d'enyor (Editorial Columna, 1996).
- Amb terra al pensament (Parsifal Edicions, 1999), amb pròleg de Marta Gallart i Alsina.[8]
- Parc encès (Editorial Columna 2000).
- Laberints secrets (Cossetània Edicions, 2001).
- Batecs a cor obert (La Comarcal Edicions, 2002).
- Per un vers (Témenos Edicions, 2009).
- Mirall de versos. Rosa Leveroni en la memòria, 1910-1985, (Témenos Edicions, 2011), amb pròleg de Vinyet Panyella.[9][10]
- Camins lluents de rosada. Propostes de creació poètica a partir de l'obra de Joan Salvat-Papasseit (Témenos Edicions, 2018).[11]
- Entre els ulls i el dir, amb pròleg de Carles Duarte (Curbet Edicions, 2019).[12][13][14]
- Miradas de agua/ Mirades d'aigua (Sabina Editorial, 2019), amb versió català i castellà, traducció de Rodolfo Häsler.

## Premis literaris[calcitació]
- L'Espurna del Clot de Poesia, 1995: Brots d'enyor.
- Premis Literaris de Cadaqués-Rosa Leveroni, 1998: Amb terra al pensament.
- Ciutat de Olot-Joan Teixidor de Poesia, 1999: Parc encès.
- Decàlia de Valls, 2001: Laberints secrets.
- Alella a Maria Oleart, 2001: Batec a cor obert..